# Rudolf III van Baden
Rudolf III van Baden, soms ook Rudolf de Oudere genoemd om hem te onderscheiden van zijn broer Rudolf Hesso, (voor 1278 - 2 februari 1331/1332) was van 1288 tot 1332 samen met zijn broers Hesso (1288-1297), Herman VII (1288-1291), Rudolf II (1288-1295) en Rudolf Hesso (1297-1335) markgraaf van Baden.
Rudolf III was een van de vier zonen van Rudolf I van Baden-Baden en Cunigunde van Eberstein. Hij voerde vier keer oorlog tegen enerzijds de stad anderzijds de bisschop van Straatsburg en hun bondgenoten. Hoewel hij eerst een aanhanger was van koning Frederik de Schone, zou hij vervolgens overlopen naar het kamp van Lodewijk de Beier.
Hij schonk in 1306 eigendom aan de abdij van Lichtenthal, waarbij hij in de oorkonde zijn echtgenote Jutta en zijn schoonmoeder Adelheid van Ochsenstein (de) vermeld. Hij moet dus voor 1306 met Jutta (ook Gertrude van Straßberg genoemd), een dochter van graaf Berthold II van Straßberg en de eerder genoemde Adelheid van Ochsenstein (die na de dood van haar echtgenoot met Rudolfs oudere broer Rudolf II was hertrouwd), zijn getrouwd.

## Referentie
- A. Krieger, art. Rudolf, Markg. v. Baden, in Allgemeine Deutsche Biographie 29 (1889), p. 524.